# Jaime Vivanco
Jaime Doimo Vivanco Skarneo (1960-Recoleta, 17 de enero de 2003) fue un destacado pianista y compositor chileno conocido por su participación en notables agrupaciones musicales como Congreso, Fulano y Santiago del Nuevo Extremo. Además colaboró como arreglador en otros grupos como Upa!, y Schwenke & Nilo.

## Biografía

### Reseña
Jaime Vivanco estudió pedagogía en Educación Musical, Licenciatura en composición, piano, orquestación popular y arreglos musicales en el conservatorio de la Universidad de Chile. Todas estas herramientas sirvieron para que encontrara un sonido propio en donde se mezcla el piano y los teclados con un sinnúmero de efectos que apoyaban su contemporáneo concepto musical. Es por ello que en 1990 obtuvo el premio APES como el mejor tecladista de ese año. 
Participó en una gran variedad de seminarios y cursos de profundización acerca de composición, composición jazzística, técnicas de ejecución musical, música moderna, música minimalista, electrónica y electroacústica. También realizó workshops en el extranjero con músicos de la talla de Billy Cobham (baterista legendario de Mahavishnu Orchestra), y Jeff Berlin, recordado bajista que tocó con Bill Bruford.

### Con Fulano
Sin duda alguna que una de sus aventuras musicales más importantes fue su presencia en 1984 en Fulano, agrupación madre de lo que se podría denominar como jazz-fusión en Chile. Este fue el espacio ideal donde Vivanco desarrolló todo su carácter más contemporáneo y experimental. Después de lo que fue un taller de creación, vino todo una nueva forma musical en el Chile de los ochenta. Es así como se juntaron en ese entonces Cristián Crisosto, Jorge Campos y Willy Valenzuela, quienes ya venían juntos de su etapa por Santiago del Nuevo Extremo, e invitaron a Arlette Jequier, Jaime Vásquez y por supuesto a Jaime Vivanco. Ese es el punto de partida de una concepción musical.
Resultado de esta larga historia, Vivanco participa en las cuatro producciones iniciales de esta excelente banda chilena, además de ser autor de temas iconos como: "Suite Recoleta", "Perro chico malo", y el renombrado "Adolfo, Benito, Augusto y Toribio" entre varias otras. En la extensa carrera de este grupo existen hitos y distinciones muy importantes, que sin duda alguna Vivanco se las lleva a la eternidad: en 1989 premio "Apes" por aporte al Jazz, en el mismo año "Mejor Grupo Rock", nominados por la radio Concierto y en 1990, son invitados a La Habana Cuba, para participar en el Festival de Jazz Plaza, junto a músicos del nivel de Dizzy Gillespie, Arturo Sandoval, Chico Freman y el grupo Irakere. 
En 2004 y tras la muerte de Vivanco en 2003, el grupo decide lanzar un disco en vivo con las últimas presentaciones junto a Vivanco, como homenaje. Posteriormente la banda se disolvería hasta su reunión en el 2009. Era apodado Dr. Vertical por sus compañeros de grupo debido a su gran dominio de la armonía. 
En 2015 nuevamente apareció en un álbum de Fulano al abrir el disco Animal en extinción con una breve obra grabada varias años antes, como un reconocimiento a Jaime de parte de Cristián Crisosto y Jorge Campos por ser parte esencial de la agrupación. También aparece en el disco recopilatorio Fulano en la Batuta 1993, lanzado junto al anterior.

### Con Congreso
Con una capacidad ilimitada para involucrarse en nuevos trabajos artísticos, en 1986 junto a Campos se enrolan en Congreso, en otra faceta musical de la extensa carrera de Jaime. Con esta banda tuvo la oportunidad de grabar nueve producciones y cumplir un rol catalizador de las armonías que unen imaginariamente el jazz con los sonidos autóctonos, además de participar en un sinnúmero de giras a Estados Unidos, Costa Rica, España, Brasil, Bolivia y Francia entre otros. "Jaime era un genio de la música. Una persona muy consecuente con sus ideas, que se jugaba por lo que le gustaba. Creo que tenía un corazón y un alma muy grande para su cuerpo", concluyó Pancho Sazo a poco de su muerte.

### Santiago del Nuevo Extremo
Íntimo amigo de Luis Le-Bert, líder de Santiago del Nuevo Extremo, Jaime Vivanco participó como pianista y arreglador en los puntos más altos de su discografía. En ellos, compartió créditos con Pedro Villagra y sus viejos conocidos de Congreso, Jorge Campos y Sergio González.

## Fallecimiento
Separado en dos ocasiones, lo que le ocasionó profundas depresiones, las últimas temporadas de Vivanco fueron difíciles. La muerte de sus padres y hermana casi consecutivamente hicieron que se recluyera en una casona inmensa en Recoleta, melancólico sobre su futuro, se dedicó a dar sus clases de piano, su principal fuente de ingresos.
Su muerte en enero de 2003 remeció la escena musical chilena ya que hace pocos días había muerto otro emblemático músico chileno, Eduardo Alquinta. Debido a un edema pulmonar agudo, Jaime muere prematuramente a los 42 años, dejando un gran legado en la música chilena, el vacío en sus principales grupos Congreso y Fulano, y la tristeza de sus familiares y colegas.

## Homenaje
A partir de 2018 el grupo Mediabanda, de su amigo Cristián Crisosto, presentó el espectáculo “Mediabanda Plays Fulano”, estrenado en el Teatro Oriente con invitados como Pablo Ilabaca, Nicolás Vera, Consuelo Schuster, y Cómo asesinar a Felipes, rindiendo un homenaje a la música de la mítica banda chilena de fusión Fulano, y en particular al gran maestro Jaime Vivanco, interpretado con nuevos arreglos de Tomás Ravassa en teclados, y Aurelio Silva en guitarra, en una puesta en escena que derrocha energía y actitud.
El álbum Maquinarias  finalmente fue lanzado el 1 de julio de 2021, en streaming y CD. El disco está dedicado al compositor, fallecido trágicamente en 2003, y contiene diez nuevos arreglos de sus composiciones en Fulano, que contaron con la colaboración de los hermanos Ilabaca (de Chancho en Piedra), el actor y folclorista Daniel Muñoz, y la cantante Consuelo Schuster, entre otros.
En la celebración de los 50 años de la banda Congreso en agosto de 2019, se proyectaron imágenes de Jaime mientras se escuchaba el tema Cero problema, grabado para el disco Pichanga por Jaime en 1992.

## Discografía

### Con Congreso
- 1986 - Estoy que me muero... (Alerce)
- 1987 - Gira al Sur (Alerce)
- 1989 - Para los arqueólogos del futuro (Alerce)
- 1990 - Aire Puro (Alerce)
- 1992 - Los Fuegos del Hielo (Alerce)
- 1992 - Pichanga (Alerce)
- 1994 - 25 años de música (EMI)
- 1995 - Por amor al viento (EMI) (Reeditado en 1997)
- 1997 - Mediodía (IRIS MUSIC)
- 2001 - La loca sin zapatos (MACONDO - SONY MUSIC)

### Con Fulano
- 1987 - Fulano
- 1989 - En el Bunker
- 1993 - El infierno de los payasos
- 1996 - Lo mejor
- 1997 - Trabajos inútiles
- 2004 - Vivo (póstumo)
- 2015 - Animal en extinción (póstumo)
- 2015 - En la Batuta 1993 (póstumo)
- 2017 - En Los Ángeles de Chile 2002 (póstumo)